# Cricket internazionale nel 1897-1898
La stagione internazionale di cricket del 1897-1898 si è disputata dall'aprile dal settembre 1898 ad aprile 1899. La stagione ha succeduto quella del 1897 e preceduto quella del 1898-1899

## Sommario
| Tour internazionali | Tour internazionali | Tour internazionali | Tour internazionali | Tour internazionali | Tour internazionali | Tour internazionali |
| Data                | Squadra di casa     | Squadra ospite      | Risultato [Partite] | Risultato [Partite] | Risultato [Partite] | Risultato [Partite] |
| Data                | Squadra di casa     | Squadra ospite      | Test                | ODI                 | FC                  | LA                  |
| ------------------- | ------------------- | ------------------- | ------------------- | ------------------- | ------------------- | ------------------- |
| 13 dicembre 1897    | Australia           | Inghilterra         | 4–1 [5]             | —                   | —                   | —                   |

## Dicembre

### Inghilterra in Australia
| Test No: 53 | 13–17 dicembre        | Harry Trott | Archie MacLaren | Sydney Cricket Ground, Sydney       | Inghilterra di 9 wickets         |
| Test No: 54 | 1–5 gennaio           | Harry Trott | Archie MacLaren | Melbourne Cricket Ground, Melbourne | Australia di un inning e 55 runs |
| Test No: 55 | 14–19 gennaio         | Harry Trott | Andrew Stoddart | Adelaide Oval, Adelaide             | Australia di un inning e 13 runs |
| Test No: 56 | 29 gennaio–2 febbraio | Harry Trott | Andrew Stoddart | Melbourne Cricket Ground, Melbourne | Australia di 8 wickets           |
| Test No: 57 | 26 febbraio–2 marzo   | Harry Trott | Archie MacLaren | Sydney Cricket Ground, Sydney       | Australia di 6 wickets           |